# Сёмъя
Сёмъя (устаревшее название — Сём-Я) — река в Берёзовском районе Ханты-Мансийского автономного округа. Устье реки находится в 102 км по правому берегу реки Ятрия. Длина реки — 38 км.

## Притоки
Основные притоки:
- В 10 км от устья, по левому берегу реки впадает река Охтлям.
- В 12 км от устья, по левому берегу реки впадает река Инась.
- В 19 км от устья, по левому берегу реки впадает река Похлуй.
- В 27 км от устья, по левому берегу реки впадает река Сыглэг.
- В 31 км от устья, по правому берегу реки впадает река Кодыръя.

## Данные водного реестра
По данным государственного водного реестра России относится к Нижнеобскому бассейновому округу, водохозяйственный участок реки — Северная Сосьва, речной подбассейн реки — Северная Сосьва. Речной бассейн реки — (Нижняя) Обь от впадения Иртыша.
По данным геоинформационной системы водохозяйственного районирования территории РФ, подготовленной Федеральным агентством водных ресурсов.